# Навігаційна супутникова система
Робота системи GPS частково ґрунтується на аналогічних наземних радіонавігаційних системах, таких як LORAN і Decca Navigator. Вони були розроблені на початку 1940-х років, і використовувалися під час Другої світової війни.
Приймач GPS обчислює свої позиції, точно вимірюючи час поширення сигналів, що посилаються з супутників GPS високо над Землею. Кожен супутник постійно передає повідомлення, які включають в себе:
- час, коли повідомлення було передано;
- положення супутника на момент передачі повідомлення.

Перша супутникова навігаційна система Transit, використовувана ВМС США, була успішно випробувана в 1960 році. Вона використовувала угруповання з п'яти супутників, і могла забезпечити фіксацію навігаційних даних приблизно раз на годину. У 1967 році ВМС США розробили супутник Timation, який довів можливість розміщення надточного годинника в космосі, що необхідно для технології GPS. У 1970-х роках, наземна навігаційна система Omega, що базується на порівнянні фаз передачі сигналу від пари станцій, стала першою в світі системою радіонавігації. Обмеження цих систем показали необхідність більш універсального навігаційного рішення з більшою точністю.
Хоча для точної навігації були великі потреби у військовому та цивільному секторах , майже ніхто з цих галузей не міг знайти виправдання для витрати мільярдів доларів на дослідження, розробку, розгортання та експлуатацію угруповання навігаційних супутників. Під час холодної війни і гонки озброєнь, ядерна загроза існуванню Сполучених Штатів була єдиною причиною, яка дозволила Конгресу США підтримати програму супутникової навігації. Це розглядалося як стримуюча міра, тому програма GPS була профінансована. Це також було причиною повної секретності проекту на той час. Ядерна тріада складалася з балістичних ракет військово-морського флоту Сполучених Штатів, стратегічних бомбардувальників ВПС США і міжконтинентальних балістичних ракет, що запускалися з підводних човнів. Вважалося що для програми ядерного стримування життєво потрібне точне визначення позиції запуску ракет, особливо для ракет, що запускаються з підводних човнів.
Точна навігація дозволила б підводним човнам отримати коригування своєї позиції до запуску балістичних ракет. ВПС США також вимагали точну і надійну навігаційну систему. Військово-морський флот і Військово-повітряні сили паралельно розробляли власні різні технології для вирішення однієї проблеми. Для підвищення живучості міжконтинентальних балістичних ракет, було запропоновано використати мобільні платформи запуску (подібні до російських СС- 24 і СС- 25), але по аналогії з ракетами, що запускаються з підводних човнів, виникла необхідність коригування координат запуску.
У 1960 році ВПС запропонували радіонавігаційну систему під назвою MOSAIC (мобільна система для точного управління МБР), яка, по суті була розвитком системи LORAN в 3х координатному просторі. Подальше дослідження під назвою "Проект 57 " почалося в 1963 році, і саме тоді народилася концепція сучасної системи GPS. У тому ж році ця концепція розвинулася в якості "Проекту 621B", який мав багато з атрибутів, які зараз ми бачимо в GPS, і зміг надати підвищену точність для бомбардувальників ВПС, а також міжконтинентальних балістичних ракет. Час фіксації координат в системі Transit військово-морського флоту було занадто великим для високих швидкостей літаків ВПС. Науково-дослідна лабораторія Військово-морського флоту продовжувала розробку супутників системи Timation (Time Navigation), перший з яких був запущений в 1967 році. У 1974 році був виведений на орбіту третій супутник угруповання з першими в історії атомним годинником.
Інший важливий попередник GPS прийшов з іншої гілки збройних сил Сполучених Штатів. У 1964 році армія Сполучених Штатів вивела на орбіту свій перший супутник послідовного зіставлення діапазону (SECOR) який використовувався для геодезичної зйомки. Система SECOR включала три наземні передавачі, встановлениі у відомих місцях, які посилали сигнали транспондеру супутника на орбіті. Четверта наземна станція може потім використовувати ці сигнали, щоб коригувати своє розташування. Останній супутник SECOR був запущений в 1969 році. Через декілька десятиліть в перші роки GPS, цивільна зйомка стала однією з основних областей використання нових технологій, тому що ці системи могли обробляти сигнали з неповного угрупування супутників GPS. GPS можна розглядати як еволюцію системи SECOR, де наземні передавачі були перенесені на орбіту.

### Розробка
Під час цих паралельних розробок в 1960-х роках стало ясно, що набагато досконаліша система може бути розроблена шляхом синтезу кращих технологій Проекту 621b, Transit, Timation, і SECOR в мульти-сервісній програмі.
Під час вихідного із приводу святкування Дня праці в 1973 році, близько 12 офіцерів на зустрічі в Пентагоні обговорювали створення оборонної навігаційної супутникової системи (DNSS). Саме на цій зустрічі і був створений реальний синтез розробок, який став системою GPS. Пізніше в тому ж році, DNSS програма була названа Navstar. Хоча супутники проходили під ім'ям Navstar (як і з попередниками Transit і Timation), сама система дістала повнішу усеосяжну назву, використовувану для ідентифікації угрупування супутників, - Navstar - GPS, яка згодом була скорочена просто до GPS.
Після того, як в 1983 році в районі островів Сахалін і Монерон був збитий рейс 007 Корейських Авіаліній, який вторгся в заборонений повітряний простір СРСР, президент Рональд Рейган видав директиву яка надала систему GPS до використання в цивільних цілях, після запуску усіх супутників угрупування. Перший супутник був запущений в 1989 році, і 24-й супутник був запущений в 1994 році. Роджер Л. Істон був загально визнаний в якості основного винахідника GPS.
Спочатку, сигнал з найвищою якістю був зарезервований для використання у військових цілях, а сигнал який був доступний для використання в цивільних цілях був навмисно погіршений (Selective Availability). Це змінилося під час президента Біла Клінтона. Було наказано відключити Selective Availability, опівночі 1 травня 2000, що привело до підвищення точності цивільних GPS від 100 метрів до 20 метрів. Розпорядження на відключення Selective Availability в 2000 році було підписане в 1996 році міністром оборони США Уільямом Перрі, через широке поширення послуги диференціальної GPS для поліпшення точності і таким чином зведення нанівець військових переваг. Крім того, американські військові активно розвивали технологію вибіркового відключення GPS послуги потенційним супротивникам на регіональній основі.
За останнє десятиліття в США реалізовані декілька поліпшень служби GPS, у тому числі нові сигнали для цивільного використання, підвищення точності для усіх користувачів, зберігаючи при цьому сумісність з існуючим обладнанням GPS.
Модернізація системи GPS на даний момент проводиться постійно з додаванням нових можливостей для задоволення зростаючих військових, цивільних і комерційних потреб. Програма реалізується через ряд запусків нових супутників, у тому числі GPS Block III і введенням наступного покоління оперативної системи управління (OCX). Уряд США продовжує покращувати космічні і наземні сегменти для підвищення продуктивності і точності.
Система GPS є власністю і управляється урядом США в якості національного ресурсу. Міністерство оборони (МО) управляє роботою системи GPS. Міжвідомча виконавча рада GPS (IGEB) керувала GPS питанням політики з 1996 по 2004 рік. Після цього в 2004 році директивою президента був заснований комітет національного космічного позиціонування, навігації і часу для надання консультацій і координації федеральних міністерств і відомств з питань, що стосуються GPS і пов'язаних з ним систем. Виконавський комітет знаходиться під спільним головуванням заступника міністра оборони і транспорту. До складу увійшли еквівалентні посадовці з Державного департаменту, торгівлі і Національної Безпеки, з Об'єднаного комітету начальників штабів, і НАСА. Виконавчий апарат президента бере участь в якості спостерігачів. Голова FCC бере участь в якості посередника.
За законом Міністерство оборони зобов'язане "підтримувати стандартні служби визначення місцезнаходження (як визначено в федеральному плані радіонавігації і специфікації сигналу послуги позиціонування), які будуть доступні на постійній основі, по всьому світу", і "розробити заходи для запобігання ворожого використання GPS і її розширення без надмірного порушення або погіршення використання у цивільних цілях".

### Хронологія та модернізації
| 1972 р.       | Центр Holloman AFB ВПС США, провів льотні випробування двох прототипів приймачів GPS на ракетному полігоні White Sands, з використанням наземних псевдо-супутників. |
| 1978 р.       | Був запущений перший експериментальний GPS супутник блоку I. |
| 1983 р.       | Після загибелі 269 людей на борту авіалайнера KAL 007, який був збитий радянським літаком-перехоплювачем, президент США Рональд Рейган заявив, що система GPS буде доступна для використання в цивільних цілях, як тільки вона буде закінчена.                                         |
| 1985 р.       | Десять експериментальних супутників блоку I були запущені для перевірки концепції. Командування і управління цими супутниками перемістилося з Onizuka AFS, штат Каліфорнія у 2-у ескадрилью супутникового зв'язку, розташовану на станції ВПС Сокіл у Колорадо-Спрінгс, штат Колорадо. |
| 14.02.1989 р. | Був запущений перший сучасний супутник блоку II. |
| 1990-1991 р.  | Війна в Перській затоці була першим конфліктом, в якому система GPS широко використовується. |
| 1992 р.       | 2-а ескадрилья супутникового зв'язку була розформована, управління системою GPS передано 50-й космічної ескадрильї. |
| 12.1993 р.    | GPS досяг початковій бойової готовності (IOC), що говорить про доступність повного угруповання (24 супутників) та надання стандартного обслуговування позиціонування (SPS). |
| 04.1995 р.    | Повна оперативна готовність (FOC) була оголошена командуванням космічних повітряних сил, що означає повну доступність безпечної служби точного позиціонування для військових (PPS). |
| 1996 р.       | Визнаючи важливість GPS для цивільних користувачів і військових користувачів, президент США Білл Клінтон видав директиву, оголосивши GPS системою подвійного призначення і створив Міжвідомчу Виконавчу раду по GPS, щоб керувати нею в якості національного активу.                   |
| 1998 р.       | Віце-президент США Альберт Гор оголосив про плани додати в систему GPS два нових цивільних сигнали для підвищення точності і надійності обслуговування, особливо для безпеки польотів і в 2000 році Конгрес США схвалив це проект, назвавши його GPS III.                              |
| 02.05.2000 р. | "Виборча доступність" була припинена в результаті розпорядження 1996 року, що дозволило користувачам отримувати неспотворений сигнал по всьому світу. |
| 2004 р.       | Уряд США підписав угоду з Європейським співтовариством про встановлення співробітництва в галузі GPS та Galileo. |
| 2004 р.       | Президент Сполучених Штатів Джордж Буш оновив національну політику і замінив Виконавчу раду на Національний виконавчий комітет використання космічного позиціонування, навігації та синхронізації.                                                                                     |
| 11.2004 р.    | Компанія Qualcomm оголосила про успішне випробування Assisted GPS для мобільних телефонів. |
| 2005 р.       | Перший модернізований GPS супутник був запущений і почав передачу другого цивільного сигналу (L2C) для підвищення точності. |
| 14.09.2007 р. | Застаріла база наземного сегмента системи на основі мейнфреймів була модернізована відповідно до нового плану еволюції архітектури. |
| 19.05.2009 р. | Лічильна палата опублікувала доповідь-попередження про те, що деякі GPS можуть вийти з ладу вже до 2010 року. |
| 21.05.2009 р. | Космічне командування ВПС пом'якшило страх виходу з ладу системи GPS: "Існує дуже малий ризик того, що ми не зможемо продовжувати поліпшувати показники системи". |
| 11.02.2010 р. | Оновлення наземної системи, викликало несумісність програмного забезпечення у 10 000 військових приймачів виробництва підрозділу Trimble Navigation Limited в Саннівейл, Каліфорнія.                                                                                                   |
| 25.02.2010 р. | ВПС США укладає контракт на розробку наступного покоління оперативної системи управління (OCX) для підвищення точності та доступності GPS навігаційних сигналів, що служить найважливішою частиною модернізації GPS.                                                                   |
| 28.05.2010 р. | Був виведений на орбіту черговий супутник GPS. Найстаріший GPS супутник все ще в працює. Він був запущений 26 листопада 1990 року й почав функціонувати 10 грудня 1990. |
| 16.07.2011 р. | GPS супутник IIF-2 був запущений в 6:41 GMT зі стартового комплексу 37B на мисі Канаверал. |
| 04.10.2012 р. | GPS супутник IIF-3 був запущений в 12:10 GMT зі стартового комплексу 37B на мисі Канаверал. |
| 11.2004 р.    | Компанія Qualcomm оголосила про успішне випробування Assisted GPS для мобільних телефонів. |

### Нагороди
10 лютого 1993 року, Національна Аерокосмічна Асоціація обрала переможцем трофея Роберта Кольера команду GPS в 1992 році. Цей трофей є найпрестижнішою авіаційною нагородою країни. Ця група об'єднала дослідників з Naval Research Laboratory, ВПС США, Aerospace Corporation, Rockwell International Corporation і IBM Federal Systems Company. Вони були нагороджені за "найбільш значну подію для безпечної і ефективної навігації і спостереження повітряного і космічного корабля з моменту введення радіонавігації 50 років тому". Два GPS розробника отримали премію Чарльза Старка Дрейпера від Національної інженерної академії за 2003 рік:
- Іван Геттінген, почесний президент Аерокосмічної корпорації і інженер в Массачусетському технологічному інституті, створив основу для GPS, покращуючи наземні системи радіозв'язку Другої світової війни LORAN.
- Бредфорд Паркінсон, професор аеронавтики і астронавтики в Стенфордському університеті, розробив існуючу зараз супутникову систему на початку 1960-х років разом з ВПС США. Паркінсон працював двадцять один рік у ВПС, з 1957 по 1978 р. і вийшов у відставку в званні полковника.
- GPS розробник Роджер Л. Істон отримав Національну Медаль Технологій 13 лютого 2006 року.
- У 1998 році, GPS технологія була введена в Зал слави космічних технологій Space Foundation.
- Френсіс Кейн (полковник ВПС США у відставці) був введений в Зал слави піонерів космічних і ракетних військ США в Lackland AFB, Сан-Антоніо, штат Техас, 2 березня 2010 року за його заслуги в розвитку космічних технологій та інженерного проектування концепції GPS, проведеного в рамках Проекту 621B.
- 4 жовтня 2011, Міжнародна Федерація Астронавтики (IAF) нагородила Глобальну Систему Позиціонування (GPS) премією свого 60-річчя, номінованої членами IAF, Американського інституту аеронавтики і астронавтики (AIAA). У нагороді комітет визнав унікальність програми GPS і роль, яку вона зіграла у створенні міжнародного співробітництва на благо людства.

Стаття підготовлена за матеріалами ресурсу en.wikipedia.org